# Scars to Your Beautiful
Singles de Alessia Cara
Wild
(2016) How Far I'll Go (en)
(2016)
Scars to Your Beautiful est une chanson de l'auteure-compositrice-interprète canadienne Alessia Cara sortie le 26 juillet 2016 en tant que troisième single extrait de son premier album studio Know-It-All.

## Accueil commercial
Aux États-Unis, Scars to Your Beautiful atteint la huitième place du Billboard Hot 100. La chanson est première du Top 40 Mainstream dans le classement daté du 4 février 2017 et occupe cette position pendant deux semaines. Elle atteint aussi la première place du top Adult Contemporary deux mois plus tard,.

## Classements hebdomadaires
| Classements (2016-17)                          | Meilleures position |
| ---------------------------------------------- | ------------------- |
| Allemagne (GfK Entertainment)                  | 19                  |
| Australie (ARIA)                               | 8                   |
| Autriche (Ö3 Austria Top 40)                   | 18                  |
| Belgique (Flandre Ultratip Bubbling Under 100) | 17                  |
| Belgique (Wallonie Ultratip Bubbling Under 50) | 18                  |
| Canada (Hot 100)                               | 14                  |
| Canada (Canada AC)                             | 4                   |
| Canada (Canada All-Format)                     | 2                   |
| Canada (CHR/Top 40)                            | 5                   |
| Canada (Digital Songs)                         | 14                  |
| Canada (Hot AC)                                | 1                   |
| Danemark (Tracklisten)                         | 37                  |
| Écosse (OCC)                                   | 27                  |
| États-Unis (Hot 100)                           | 8                   |
| États-Unis (Adult Contemporary)                | 1                   |
| États-Unis (Adult Pop Songs)                   | 1                   |
| États-Unis (Dance Club Songs)                  | 9                   |
| États-Unis (Dance/Mix Show Airplay)            | 1                   |
| États-Unis (Digital Songs)                     | 17                  |
| États-Unis (Latin Pop Airplay)                 | 32                  |
| États-Unis (Pop Airplay)                       | 1                   |
| États-Unis (Radio Songs)                       | 2                   |
| États-Unis (Rhythmic Songs)                    | 14                  |
| États-Unis (Streaming Songs)                   | 25                  |
| Irlande (IRMA)                                 | 35                  |
| Italie (FIMI)                                  | 31                  |
| Nouvelle-Zélande (RMNZ)                        | 15                  |
| Pays-Bas (Nederlandse Top 40)                  | 7                   |
| Pays-Bas (Single Top 100)                      | 30                  |
| Pologne (ZPAV)                                 | 35                  |
| Portugal (AFP)                                 | 18                  |
| Royaume-Uni (UK Singles Chart)                 | 55                  |
| Slovaquie (IFPI Rádio)                         | 7                   |
| Slovaquie (IFPI Singles Digitál)               | 37                  |
| Slovénie (SloTop50)                            | 9                   |
| Suède (Sverigetopplistan)                      | 10                  |
| Suisse (Schweizer Hitparade)                   | 18                  |
| Tchéquie (IFPI Rádio)                          | 3                   |
| Tchéquie (IFPI Singles Digitál)                | 32                  |